# Unione degli Atei e degli Agnostici Razionalisti

Logo der UAAR.

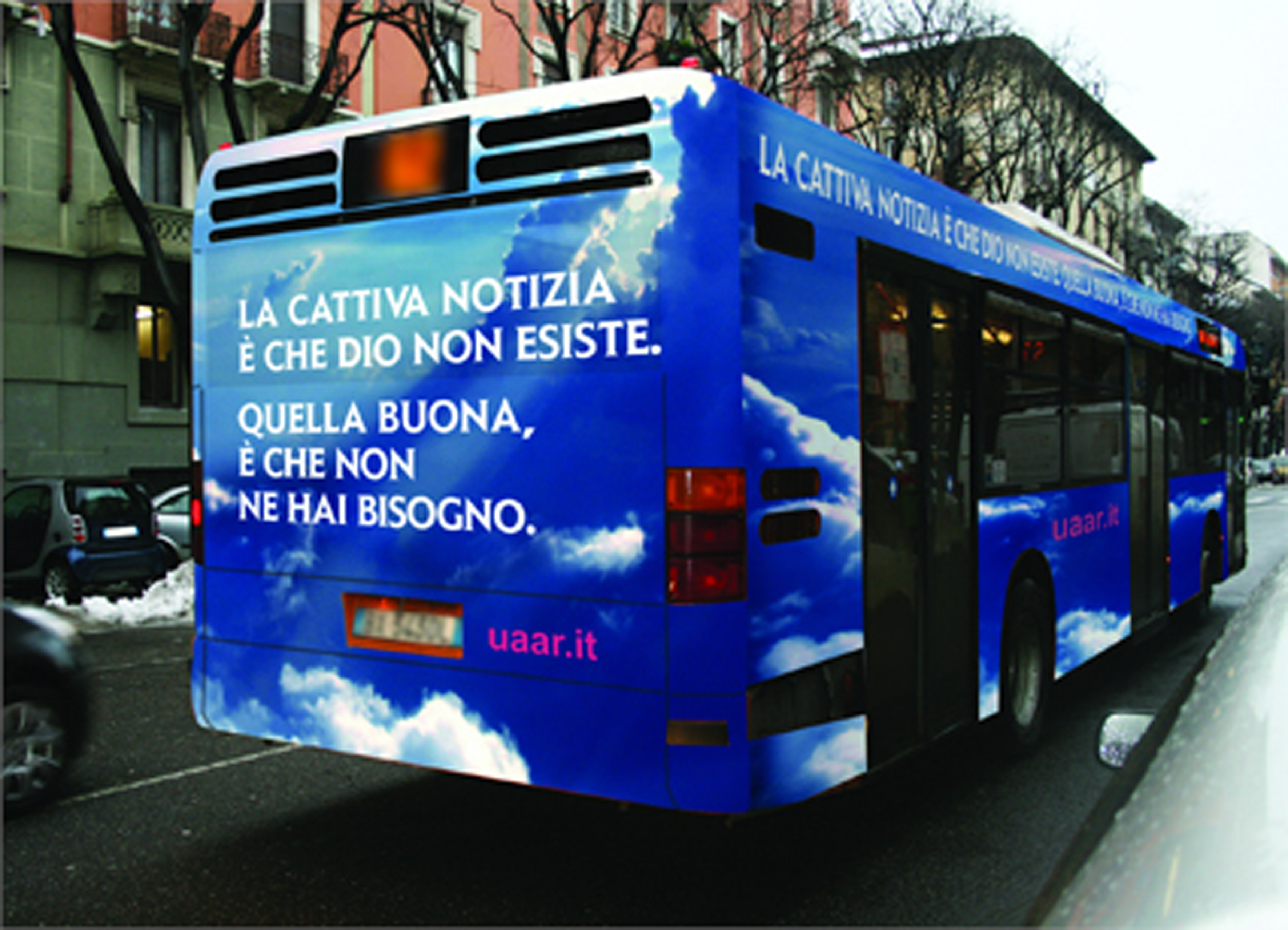
UAAR-Aktion auf einem Bus: „Die schlechte Nachricht ist, dass es keinen Gott gibt. Die gute Nachricht ist, dass Sie ihn nicht benötigen.“

Die UAAR (Unione degli Atei e degli Agnostici Razionalisti; deutsch Union der rationalistischen Atheisten und Agnostiker) ist eine Vereinigung bzw. Interessenvertretung von Atheisten und Agnostikern in Italien. Sie möchte unabhängig von politischen Kräften sein.
Seit 1991 vertritt und fördert die UAAR in Italien die Ausbreitung der atheistischen bzw. agnostischen Lehren. Dazu fordert sie die vollkommene Trennung von Staat und Kirche (Laizität). Die UAAR spricht sich gegen Vorrechte der katholischen Kirche aus und gegen mögliche Diskriminierungen von Nichtgläubigen. Sie fordert dabei unter anderem die Abschaffung der Lateranverträge.
Die UAAR publiziert seit Dezember 1996 die Vierteljahresschrift L’Ateo. Sie gehört der Internationalen Humanistischen und Ethischen  Union und der Europäischen Humanistischen Föderation an.